# Markus Mischkowski
Markus Mischkowski (* 7. Oktober 1966 in Köln) ist ein deutscher Filmemacher, Drehbuchautor, Filmproduzent und Schauspieler.

## Leben
Markus Mischkowski studierte nach dem Abitur Sprach- und Literaturwissenschaften in Berlin. Seit 1990 ist er Autor, Regisseur und Produzent (Westendfilme) zahlreicher Kurz- und Langfilme. 2000/2001 studierte er Drehbuch/Dramaturgie an der Internationalen Filmschule Köln. Zusammen mit dem Schauspieler und Regisseur Kai Maria Steinkühler arbeitete er seit Mitte der 1990er Jahre am Kölner Westend-Zyklus, einer Reihe von kurzen und langen, in schwarz-weiß gedrehten Spielfilmkomödien um die im Kölner Vorort Westend lebenden fiktiven Filmfiguren Mike (Markus Mischkowski) und Alfred (Kai Maria Steinkühler). Bei seinem Kino-Debüt Westend (2001) zeichnete er als Drehbuchautor, Regisseur und Schauspieler verantwortlich. 
Westend hatte seine Welturaufführung am 24. Oktober 2001 bei den 35. Internationalen Hofer Filmtagen und seine Internationale Festivalpremiere am 27. Januar 2002 beim 31. International Filmfestival Rotterdam (IFFR). Der Film kam im Oktober 2003 unter dem Titel Westend - Geld spielt keine Rolle in die deutschen Kinos. Eine DVD-Ausgabe erschien im Februar 2006 in der Edition Filmmuseum.
Markus Mischkowski entwickelte zusammen mit Kai Maria Steinkühler in den Filmen Warteschleifen (2010) und Wolkenheime (2012) ein eigenes Konzept des Dokumentarspielfilms, bei dem die Schauspieler in einer inszenierten Interviewsituation improvisiertes eigenes Erzählen und Erleben mit Rollenvorgaben dokumentarisch-fiktiv vermischen.
Er produzierte und inszenierte 2014/2015 den Kinospielfilm Weiße Ritter (Welturaufführung am 22. Oktober 2015 bei den 49. Internationalen Hofer Filmtagen). Er spielt darin an der Seite von Kai Maria Steinkühler und Steffi Gosejohann die Filmfigur Mike. Weiße Ritter kam am 13. Oktober 2016 in die deutschen Kinos (Verleih: OLYMP Film / cineleusis) und erschien am 22. Oktober 2018 auf DVD (Anbieter: strzeleckiBooks).
Markus Mischkowski ist Mitglied des Kölner Filmclub 813 und der Kölner Gruppe, einem losen Zusammenschluss von Kölner Filmemachern.

## Filmografie (Auswahl)
- 1996: Westend,[5] Kurzfilm (Kölner Westend-Zyklus, Episode 1)
- 1998: Was tun, Kurzfilm (Kölner Westend-Zyklus, Episode 2)
- 2001: Westend,[5] Spielfilm (Kölner Westend-Zyklus, Episode 3)
- 2003: Wolga,[5] Kurzfilm (Kölner Westend-Zyklus, Episode 4)
- 2003: Das negative Potential – Johannes Agnoli im Gespräch, Dokumentation
- 2007: Waldmeister,[6] Kurzfilm (Kölner Westend-Zyklus, Episode 5)
- 2007: Inside Lemke, Kurzfilm
- 2010: Wellenreiter,[7] Kurzfilm (Kölner Westend-Zyklus, Episode 6)
- 2010: Warteschleifen, Dokumentarspielfilm
- 2012: Wolkenheime, Dokumentarspielfilm
- 2012: 50 Jahre Oberhausener Missverständnis, Kurzfilm
- 2013: Der Pitch, Kurzfilm
- 2014: Wettbewerber, Kurzfilm (Kölner Westend-Zyklus, Episode 7)
- 2015: Weiße Ritter, Spielfilm (Kölner Westend-Zyklus, Episode 8)
- 2016: Der Wechsel, Kurzfilm
- 2018: Was du teilst gehört uns, Kurzfilm (Produzent; Regie: Mi Steinbach)

## Auszeichnungen (Auswahl)
- 2005 Drehbuchpreis KölnFilm der Imhoff-Stiftung / FilmInitiativ Köln e.V. für das Drehbuch Southern Comfort (mit Kai Maria Steinkühler)[8]
- 2014 Drehbuchpreis "Münster.Land" für das Treatment Lasset Rock sein - Hiltrup to Hell (mit Kai Maria Steinkühler)[9]
- 2017 FBW-Prädikat „Besonders wertvoll“ für den Kurzfilm Der Wechsel (mit Kai Maria Steinkühler)
- 2017 1. Preis im NRW-Wettbewerb der 63. Internationalen Kurzfilmtage Oberhausen für den Kurzfilm Der Wechsel